# Municipio de Cesvaine
El municipio de Cesvaines (en Letón: Cesvaines novads) es uno de los ciento diez municipios de Letonia, se encuentra localizado en el suroeste de dicho país báltico. Fue creado durante el año 2009 después de una reorganización territorial. La ciudad capital es la ciudad de Cesvaine.

## Ciudades y zonas rurales
- Cesvaine (ciudad con zona rural)

## Población y territorio
Su población se encuentra compuesta por un total de 3.172 personas (2009). La superficie de este municipio abarca una extensión de territorio de unos 190,5 kilómetros cuadrados. La densidad poblacional es de 16,65 habitantes por cada kilómetro cuadrado.